# Cassala (estado)
Cassala (em árabe: كسلا; romaniz.: Kasala), ou Ocidental (em árabe: الشرقية; romaniz.: Ax-Xarqiyah) entre 1991-1994, é um estado do Sudão. Tem uma área de 36.710 km² e uma população de aproximadamente 1.752.000 de habitantes (estimativa de 2007). A cidade de Marebe é a capital do estado. Outras cidades pertencentes ao estado são Aroma, Hamishkoreb e Khor Telkok.

## Distritos

Distritos

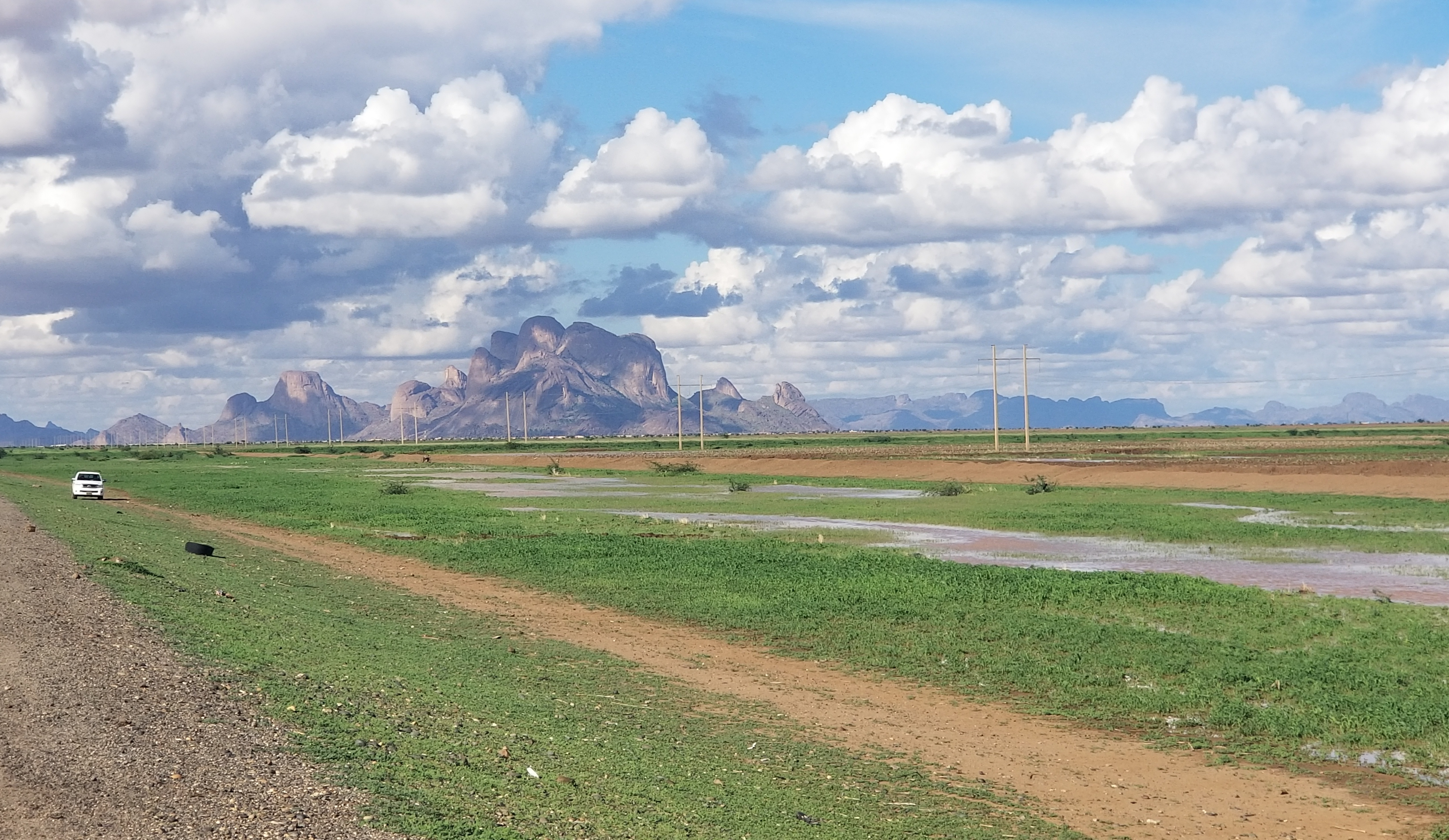
Paisaje cerca de Cassala

O estado de Marebe tem cinco distritos:
1. Seteet
2. Nahr Atbara

1. Cassala
2. Al Gash
3. Hamashkorieb